# Comitatul Iredell, Carolina de Nord
Comitatul Iredell (în engleză Iredell County) este un comitat din statul Carolina de Nord, Statele Unite ale Americii. Conform previziunilor US Census în 2014, populația a fost de 166.675. Satul său este Countyville, iar cel mai mare oraș este Mooresville. Județul a fost format în 1788, anexat din județul Rowan. Este numit pentru James Iredell, o justiție a Curții Supreme a Statelor Unite nominalizată de George Washington.
Regiunea Iredell este inclusă în zona statistică metropolitană Charlotte-Concord-Gastonia.

## Geografie
Potrivit Biroului de Recensământ din S.U.A., județul are o suprafață totală de 1.550 km2, din care 574 de kilometri pătrați (1.490 km2) și 60.000 km2 (3.9%) este apa.
Județul Iredell este situat în regiunea Piemonte din centrul Carolina de Nord. Secțiunea nord-vestică a județului conține Munții Brushy, un vârf adânc erodat de Munții Blue Ridge, departe de vest. Cel mai înalt punct din județul Iredell, Fox Mountain, se află în perii; se ridică la 1760 de metri. Deși "periile", așa cum sunt deseori numite local, nu sunt înalte în sensul normal, ele se ridică vizibil deasupra zonei rurale înconjurătoare. Restul județului Iredell este alcătuit dintr-o zonă rușinoasă, ușor ruinată ocazional, de dealuri joase și văi mici de râu. Cel mai mare râu al județului, Catawba, formează o mare parte a frontierei sale de vest. Lacul Norman, cel mai mare lac artificial din Carolina de Nord, este cea mai proeminentă caracteristică geografică a județului Iredell de Sud; este adesea denumită "Marea de mare" din Carolina de Nord.
Judetul Iredell este un important centru de transport pentru stat, deoarece intersectia 77 si intersectia 40 se desfasoara in Statele Statesville de nord-est. Acest lucru a dat naștere sloganului județului "Crossroads for the Future". Rezidenții au acces ușor spre sud pe I-77 până la Charlotte; la nord de I-77 către Elkin, Carolina de Nord și Roanoke, Virginia; est la I-40 la Winston-Salem, Greensboro și Raleigh; și la vest de-a lungul I-40 până la Hickory, Carolina de Nord și Asheville.
Cea de-a treia parte a județului Iredell este foarte rurală și nu conține orașe mari. Datorită naturii subțiri a acestei porțiuni a statului, acesta este unul dintre locurile selectate din Carolina de Nord, unde limita de viteză pe autostrăzile interstatale depășește 65 mph, deoarece Interstate 77 la nord de Statesville are o limită de viteză de 70 mph.
Județul Iredell este unul dintre cele mai lungi județe din stat și se întinde de aproape cincizeci de kilometri de la nord la sud de la județul Yadkin, la nord, până la Mecklenburg, în sud.

## Demografie
Începând cu recensământul din 2010, în județ au fost 159.437 de persoane și 59.593 de gospodării. Densitatea populației a fost de 277,8 persoane pe mile pătrat (82 / km²). Începând cu 2013, au fost 69.325 unități de locuit cu o densitate medie de 90 pe milă pătrați (35 / km²). Raspunsul rasial al judetului a fost 83.3% alb, 12.3% negru sau african american, 0.5% nativ american, 2.2% asiatic, 0.1% Pacific Islander, 1.68% din alte rase si 1.6% din doua sau mai multe curse. 7.0% din populație au fost hispanici sau Latino de orice rasă.
Conform datelor recensământului din anul 2000, au fost 47.360 de gospodării, dintre care 33.50% aveau copii cu vârsta sub 18 ani, 57.80% erau cupluri căsătorite, 11.30% aveau un gospodar fără prezență de soț și 26.80% non-familii. 22.70% din toate gospodăriile au fost alcătuite din persoane fizice și 8.40% au avut cineva care trăiește singur, care a fost de 65 de ani sau mai mult. Dimensiunea medie a gospodăriei a fost de 2,56, iar mărimea medie a familiei a fost 3,00.
În județ, populația a fost împrăștiată cu 25,50% sub vârsta de 18 ani, 7,50% între 18 și 24 de ani, 31,30% de la 25 la 44 de ani, 23,30% de la 45 la 64 de ani și 12,40% dintre cei cu vârsta de 65 de ani sau mai mult . Vârsta medie a fost de 36 de ani. Pentru fiecare 100 de femei au fost 96.10 masculi. Pentru fiecare 100 de fete de 18 ani și peste, au fost 93.10 bărbați.
Începând cu anul 2013, venitul mediu pentru o gospodărie din județ era de 50.058 USD. Masculii au avut un venit mediu de 34.590 $, comparativ cu 24.031 $ pentru femei. Venitul pe cap de locuitor al județului a fost de 26.348 USD. Aproximativ 6,20% din familii și 13,5% din populație erau sub pragul sărăciei, inclusiv 10,10% dintre cei sub 18 ani și 9,80% dintre cei cu vârsta de 65 de ani sau mai mult.

## Politică, drept și guvern
Iredell este în prezent un județ puternic republican. A fost una din cele treisprezece judete din Carolina de Nord care a votat pentru Barry Goldwater in 1964, iar in ultimele saptesprezece alegeri democratul solitar care a purtat cartierul Iredell a fost Jimmy Carter in 1976. Inainte de anii 1950, Iredell a facut parte din " Sud "și nu a votat niciun republican, cu excepția lui Herbert Hoover în 1928.

## Economie
Lowe are sediul central în Mooresville.
Agricultura este încă o sursă majoră de venit pentru mulți rezidenți din Iredell County. Producția de lactate a fost deosebit de populară în județul Iredell de-a lungul secolelor, atât în partea nordică, cât și în cea sudică a județului. Cu toate acestea, creșterea și dezvoltarea rapidă a populației din sudul județului Iredell reprezintă o presiune din ce în ce mai mare asupra terenurilor agricole, iar multe ferme din această secție dau drumul spre centrele comerciale, dezvoltările de locuințe și parcurile mari de birouri corporative.
Iredell County este un centru major de curse NASCAR, cu numeroase magazine de curse situate în județ (mai ales în jurul Mooresville). Institutul Tehnic Universal operează Institutul Tehnic NASCAR în baza acordurilor de licențiere. Școala oferă cursuri de pregătire pentru a pregăti elevul pentru căutarea unui loc de muncă în industria de curse. Mulți șoferi NASCAR trăiesc în jurul orașului Mooresville și lacului Norman. Deși nordul județului Iredell și-a păstrat o mare parte din caracterul rural, jumătatea sudică a județului se confruntă cu o suburbanizare rapidă și o creștere a populației, în mare parte datorită popularității imense a zonei Lacul Norman pentru locuitorii din cel mai mare oraș Charlotte din Carolina de Nord.

## Demografie
|  | Graficele sunt indisponibile din cauza unor probleme tehnice. Mai multe informații se găsesc la Phabricator și la wiki-ul MediaWiki. |

Date: Wikidata - grafică realizată de Wikipedia